# История Буковины
Название Буковина официально вошло в употребление в конце XIV века во время пребывания края в составе Молдавского княжества, вытеснив историческое название Шипинская земля. Происходит от славянского слова бук. Означает «страна буков», «земля буков».

## Первые следы человека на Буковине
Первые следы человека на Буковине датируются эпохой палеолита (XII тысячелетие до н. э. — X тысячелетие до н. э.). Стоянки: Молодово, Бабий, Белая, Милиево.
В период неолита здесь расселялись племена трипольской культуры (IV тысячелетие до н. э. — III тысячелетие до н. э.) — стоянки: Дорошовцы, Хлевище, Шипинцы, Киселев, Гвоздовцы, Глубокая, Чудей, Серет, Сучава, и др.
В первой половине I тысячелетия до н. э. земли края были заняты скифскими племенами. Первая историческая справка об этом народе, который населял Буковину еще до начала нашей эры, датированная V веком до н. э., у греческого историка Геродота. В своих долгих путешествиях он доходил также к местностям между Тирасом и Борисфеном и в своих описаниях упоминает также реки Пората и Тиарантос, которые он вместе с другими тремя притоками Дуная называет скифскими реками.
Персидский царь Дарий I Великий в 513 году до н. э. в ходе известного похода на скифов вытеснил последних из этих земель. Во времена Александра Великого, когда власть скифов была уже свергнута, во владениях государств по нижнему Дунаю появляется фракийское племя гетов. Периодически этот воинственный народ проникал к местностям истоков Прута и Серета, поскольку их владения все больше расширялись в сторону севера.
Во втором веке до н. э. сарматы, пришедшие с востока через Дон, стали непосредственными соседями гетов, которые выдержали много суровых сражений с этими племенами, но в конце концов утратили своё господствующее положение.
На рубеже тысячелетий (I век до н. э. — III век) край заселяли варварские племена бастарнов. Одновременно на землях Трансильвании и на склонах Карпат расселились даки, которые делились на множество племен. Эти племена были объединены одним из вождей Бурвистой и на землях гетов было основано государство даков — Дакия. Однако уже после короткого периода расцвета оно распалась вследствие внутренних противоречий и только в конце I века воинственный царь Децебал, который нанес римлянам много хлопот, вновь объединил все дакские племена и восстановил Дакию.
В дальнейшем земли края входили в государственные образования готов. В IV веке, после нашествия гуннов, территория края полностью обезлюдела. Вторжение гуннов в Европу спровоцировало великое переселение народов. С конца V — начала VI веков земли края заселяют славяне, неспешно продвигаясь на юг долинами Прута, Серета, Днестра. По данным готского историка Иордана и византийского историка Прокопия край в те времена заселяли склавины. Позже в центральной Европе сформировалось государственное образование — Антский союз, который существовал до VII века, как союз славянских племен (антов), в который вошли все буковинские земли. В состав славянского государственного образования входили шесть крупных племенных групп. Они известны по древнерусским летописям как особая юго-западная группа «племен» : уличи, бужане, дулебы, волыняне, тиверцы, белые хорваты. Последние заселяли земли буковинского края. Центром Антского союза было поселение Головское, стоявшее там, где теперь стоит Львов.

## Древнерусское государство
С начала образования Древнерусского государства белые хорваты (заселяли в том числе земли северной части Буковины) находились между Киевской Русью и западными полянами, которые пытались распространить своё влияние и на западнорусские земли. В 960 году в результате объединения полянских племен возникло Княжество западных полян (с 1025 года Королевство Польское), которое продолжало претендовать на земли белых хорватов. К юго-востоку от белых хорватов располагались земли тиверцев, которые также долгое время сохраняли независимость от киевских князей и даже оказывали сопротивление подчинению. В Повести временных лет Нестора Летописца отмечается, что в 884 году киевский князь Олег имел «рать» с тиверцами. Олегу удалось заставить тиверцев только формально признать верховную власть Киева, ограничивалась уплатой дани и вхождением в «военный союз».
Известно, что белые хорваты и тиверцы уже в 907 году участвовали в походе Олега на Царьград, но как относительно самостоятельные военные единицы.
Великий князь киевский (912—945) Игорь Рюрикович завершил около 940 года объединение земель тиверцев (до Дуная) и самого племени с Киевской Русью. Уже в 944 году, согласно летописям, тиверцы шли в поход на Царьград как составная часть войска киевского князя.
Белые хорваты окончательно вошли в состав Древнерусского государства после войны 981 года Владимира Великого с западными полянами за Червенские города. Сначала Прутско-днестровское междуречье было закреплено за Теребовлянским княжеством, в дальнейшем вошло в состав Галицкого княжества.

## Галицкий период
Начиная с X века на территории края начинает формироваться Прутская оборонительная линия от среднего течения Днестра до Карпат. Восточным городищем в этом регионе был Кучелмин, который уже давно служил южным форпостом русских земель. Именно тогда западнее Кучелмина закладывается Хотинское городище (форт) (позднее перестроен Даниилом Галицким в Хотинскую крепость). Завершил формирование линии князь Галицкий Ярослав Осмомысл (1153—1187). На момент начала правления Ярослава Осмомысла территория между средним течением Днестра и к горному массиву Родна (истоки реки Дорна) были южными рубежами княжества.
Южнее сформировалась Берладская земля — территория между Днестром, Карпатами, Дунаем и Черным морем. Название происходит от реки и города (Бырлад), которые были центром этой земли. Жителей называли берладниками. Земля была заселена свободными людьми из многих древнерусских земель, беглецами от князей и бояр, или просто искателями приключений. В глазах господствующей верхушки Древнерусского государства Берладская земля стала символом произвола и беззакония, местом скопления выброшенных из общества людей, о чем свидетельствуют слова Владимиро-Суздальского князя Андрея Боголюбского, с презрением брошеные им 1173 года Давыду Ростиславичу, которого он стремился изгнать из Руси: «А ты поиди в Берладь, а в Руськой земли не велю ти быти».